# Nádasd (Szlovákia)
Nádasd (más néven Liptónádasd, régebben Nádasfalva, szlovákul Trstené) község Szlovákiában, a Zsolnai kerületben, a Liptószentmiklósi járásban.

## Fekvése
Liptószentmiklóstól 3 km-re északra, 764 m magasan, a Jalovecky és Mútnik patakok között található.

## Története
A falu a 13. században keletkezett a Trsztenszky család birtokaként. Írott forrásban 1269-ben szerepel először „Nádasd” alakban abban az oklevélben, melyben IV. Béla király Nádasd települést Bogomír ispánnak adja. Az ő utódai a Trsztennai, vagy Baán család lettek ezután a falu birtokosai. Régi, Mária Magdolna tiszteletére szentelt temploma is a 13. században épült, és ennek az alapjaira épült a mai Mindenszenteknek szentelt római katolikus templom. A ma jelentéktelennek tűnő falu, mely bár egykor mocsaras területen feküdt, mégis gazdag történelmi múlttal rendelkezik. A középkorban birtokközpont volt, ahonnan a környező településeket is irányították. Központi szerepét annak köszönhette, hogy az Alsó- és Felsőliptót összekötő nagy forgalmú utak találkozásánál feküdt, közel a vásártartási joggal is rendelkező Bobróchoz. A környékbeli erdők kitűnő vadászati helyek voltak, emiatt urai már a korai időkben udvarházat és templomot építettek ide. Földesurai a faluról vették előnevüket is. A község birtokosa a Trsztenai, későbbi nevén Baán család volt. A 13. és 15. század között a források rendre magyar nevén „Nádasd”-ként említik. Szlovák nyelven 1469-ben „Trztené” alakban említik először, ezután „Trsztena” (1516), „Trsstena” (1517) néven említik. 1715-ben 10 adózó portája volt. 1784-ben az első népszámlálás 29 házat és 293 lakost talált a községben. 1773-ban „Trstenno” alakban szerepel.
A 18. század végén Vályi András így ír róla: „NÁDASFALVA. Trszteno. Tót falu Liptó Várm. lakosai katolikusok, fekszik N. Bobróczhoz nem meszsze, és annak filiája, földgyének 1/4 része soványas, legelője elég, 3/4 része közép termékenységű, fája van.”
1808-ban „Trstenne” néven szerepel az írott forrásokban. 1828-ban 32 háza és 320 lakosa volt. Lakói mezőgazdasággal, erdei munkákkal foglalkoztak. A földesúri elnyomás csak a jobbágyság eltörlése után szűnt meg. Ekkor a faluba új telepesek érkeztek, akik újra fellendítették a községet. A földesurak később birtokaik nagy részét zsidóknak adták el, illetve korábbi szolgálóiknak adták bérbe.
Fényes Elek 1851-ben kiadott geográfiai szótárában így ír a faluról: „Nádasfalva (Trsztenna), tót falu, Liptó vmegyében, 128 kath., 192 evang. lak. Kath. fiók szentegyház. F. u. Bán család. Ut. p. Okolicsna.”
A trianoni diktátumig Liptó vármegye Liptószentmiklósi járásához tartozott.

## Népessége
| Év:            | 1994. | 2004.   | 2014.    | 2024.   |
| -------------- | ----- | ------- | -------- | ------- |
| Emberek száma: | 202   | 205     | 233      | 219     |
| Eltérés:       |       | +1,48 % | +13,65 % | -6,00 % |

| Év:            | 2023. | 2024.   |
| -------------- | ----- | ------- |
| Emberek száma: | 217   | 219     |
| Eltérés:       |       | +0,92 % |

1910-ben 289, túlnyomórészt szlovák lakosa volt.
2001-ben 205 lakosából 203 szlovák volt.
2011-ben 234 lakosából 214 szlovák.

## Nevezetességei
- Mindenszenteknek szentelt római katolikus temploma a középkori Mária Magdolna templom alapjaira épült. 1830-ban átépítették, ekkor kapta új titulusát is. 17. századi különálló fa harangtornya van. A templom egykori gótikus Madonna képe – mely 1460-1470 körül készült – ma a budapesti Magyar Nemzeti Galériában látható. A templomban még látható egy 17. századi oltárkép, mely Krisztust vállán a kereszttel ábrázolja. A kis méretű orgona 1840-ben készült.

## Külső hivatkozások
- Hivatalos oldal
- Községinfó
- Nádasd Szlovákia térképén
- E-obce.sk Archiválva 2008. március 5-i dátummal a Wayback Machine-ben